# 대한민국의 새만금개발청 차장
새만금개발청 차장(새萬金開發廳 次長)은 청장을 보좌하는 직위로, 고위공무원단 가등급에 속하는 일반직공무원으로 보한다.

## 임명
- 새만금개발청 차장은 대통령이 임명한다.

## 역할
- 새만금개발청 차장은 청장을 보좌하여 소관사무를 처리하고 소속공무원을 지휘·감독하며, 청장이 사고로 직무를 수행할 수 없으면 그 직무를 대행한다.

## 역대 차장

### 새만금개발청 차장
| 정부        | 대수 | 이름           | 임기                              | 비고 |
| ----------- | ---- | -------------- | --------------------------------- | ---- |
| 박근혜 정부 | 초대 | 전병국(田炳國) | 2013년 10월 23일~2016년 10월 28일 |      |
| 박근혜 정부 | 2대  | 권병윤(權柄潤) | 2016년 10월 29일~2017년 3월 16일  |      |
| 박근혜 정부 | 3대  | 김형렬(金亨烈) | 2017년 3월 17일~2017년 9월 17일   |      |
| 문재인 정부 | 4대  | 김경욱(金景旭) | 2017년 9월 18일~2018년 4월 24일   |      |
| 문재인 정부 | 5대  | 안충환(安忠煥) | 2018년 4월 25일~2019년 6월 10일   |      |
| 문재인 정부 | 6대  | 김일환(金一煥) | 2019년 7월19일~2020년 6월 30일    |      |
| 문재인 정부 | 7대  | 이성해(李成海) | 2020년 7월 10일~2022년 7월 4일    |      |
| 윤석열 정부 | 8대  | 윤순희(尹順姬) | 2022년 7월 5일~2024년 9월 13일    |      |
| 윤석열 정부 | 9대  | 조홍남(趙洪男) | 2024년 9월 13일~                  |      |

## 같이 보기
- 새만금개발청
- 새만금개발청장